# جورجیوس پینتیدیس
جورجیوس پینتیدیس (انگلیسی: Georgios Pintidis؛ زادهٔ ۲۸ آوریل ۲۰۰۰) بازیکن فوتبال اهل آلمان است.
از باشگاه‌هایی که در آن بازی کرده‌است می‌توان به باشگاه فوتبال اینگولشتات ۰۴ اشاره کرد.